# Jacques Sylla
Jacques Sylla (ur. 22 lipca 1946 w Tamatave, zm. 26 grudnia 2009 w Antananarywie) – premier Madagaskaru w latach 2002–2007. Wcześniej, w latach 1993–1996, zajmował stanowisko ministra spraw zagranicznych w gabinecie premiera Alberta Zafy.